# 한국 무인 달착륙선
한국 무인 달착륙선은 2031년까지 KSLV-III 로켓으로 발사하기 위해 개발중인 무인우주선이다. 착륙선은 무게 550kg으로 2012년 12월 지상 이착륙 시험에 성공했다.
2018년 발사예정인 일본의 셀레네 2호와 비슷한 구조인데, 셀레네 2호는 1000kg 착륙선에 200kg 장비를 탑재할 수 있으며, 한국의 우주기술도 일부 적용될 계획이다. 미국의 화성 탐사선 중에 스피릿 로버와 오퍼튜니티 로버가 185kg이다. 오퍼튜니티는 2004년 화성에 착륙하여 9년이 넘는 2013년에도 여전히 돌아다니고 있다.

## 다른 국가의 첫 번째 달 탐사
| 최초 달탐사선    | 발사체      | 발사일           | 도착일           | 종료일          |
| ---------------- | ----------- | ---------------- | ---------------- | --------------- |
| 루나 1호         | 보스토크    | 1959년 1월 2일   | 1959년 1월 4일   | -               |
| 파이어니어 4호   | 주노 II     | 1959년 3월 3일   | 1959년 3월 4일   | 1959년 3월 7일  |
| 히텐             | M-3S II     | 1990년 1월 24일  | 1990년 3월 19일  | 1990년 4월 10일 |
| 스마트 1호       | 아리안 5    | 2003년 9월 27일  | 2004년 11월 13일 | 2006년 9월 3일  |
| 창어 1호         | 창정 3A     | 2007년 10월 24일 | 2007년 11월 5일  | 2009년 3월 1일  |
| 찬드라얀 1호     | PSLV        | 2008년 10월 22일 | 2008년 11월 12일 | 2009년 8월 29일 |
| 다누리호         | 팰컨9 블록5 | 2022년 8월 5일   | 2022년 12월 17일 |                 |
| 한국형 달 탐사선 | KSLV-III    | 2030년(예정)     |                  |                 |

위의 기록들은, 무인 우주선이 달 궤도비행을 한 것이지, 달에 무인 우주선이 착륙을 한 것은 아니다. 한국은 2031년 한국형 달 궤도선으로 달 착륙을 할 계획이다.
아래는 각국의 최초 달착륙선 목록이다.
| 최초 달착륙선      | 발사체            | 발사일          | 도착일           | 종료일         |
| ------------------ | ----------------- | --------------- | ---------------- | -------------- |
| 루나 9호           | 몰니야-M          | 1966년 1월 31일 | 1966년 2월 3일   | 1966년 2월 6일 |
| 서베이어 1호       | 아틀라스 센타우르 | 1966년 5월 30일 | 1966년 6월 2일   | 1967년 1월 7일 |
| 창어 3호           | 창정 3B           | 2013년 12월 1일 | 2013년 12월 14일 |                |
| 찬드라얀 3호       | GSLV-III          | 2023년 7월 14일 |                  |                |
| 루나 25호          | 소유즈            | 2023년 8월 11일 |                  |                |
| 한국 무인 달착륙선 | KSLV-III          | 2031년(예정)    |                  |                |

## 같이 보기
- 셀레네 2호